# John E. Leonard

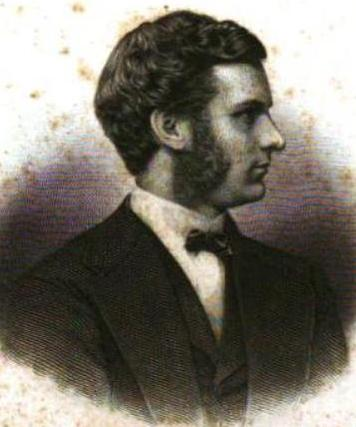
John E. Leonard

John Edwards Leonard (* 22. September 1845 in Fairville, Chester County, Pennsylvania; † 15. März 1878 in Havanna, Kuba) war ein US-amerikanischer Politiker. Zwischen 1877 und 1878 vertrat er den Bundesstaat Louisiana im US-Repräsentantenhaus.

## Werdegang
John Leonard war ein Großneffe von John Edwards (1786–1843), der zwischen 1839 und 1843 den Staat Pennsylvania im Kongress vertreten hatte. Er besuchte die öffentlichen Schulen seiner Heimat und danach bis 1863 die Phillips Exeter Academy in Exeter (New Hampshire). Anschließend studierte er bis 1867 an der Harvard University. Nach einem anschließenden Jurastudium in Deutschland und seiner im Jahr 1870 erfolgten Zulassung als Rechtsanwalt begann er in Monroe (Louisiana) in seinem neuen Beruf zu arbeiten. In den Jahren 1871 und 1872 war Leonard Bezirksstaatsanwalt im 13. Gerichtsbezirk seines Staates. 1876 wurde er beisitzender Richter am Louisiana Supreme Court. Zwischenzeitlich arbeitete er als Rechtsanwalt.
Politisch wurde Leonard Mitglied der Republikanischen Partei. Bei den Kongresswahlen des Jahres 1876 wurde er im fünften Wahlbezirk von Louisiana in das US-Repräsentantenhaus in Washington, D.C. gewählt, wo er am 4. März 1877 die Nachfolge von William B. Spencer antrat. Er konnte seine eigentlich bis zum 3. März 1879 laufende Legislaturperiode im Kongress aber nicht beenden, weil er am 15. März 1878 verstarb. John Leonard wurde in Middletown (Pennsylvania) beigesetzt.